# Ignaz Gropp

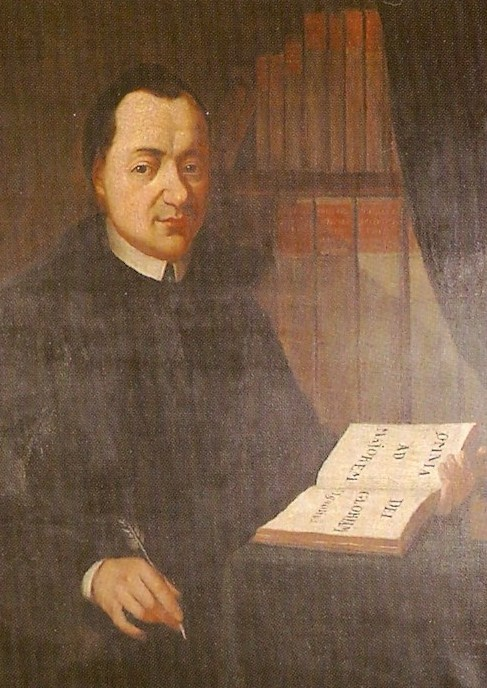
Ignaz Gropp
Maler: Hans Sperlich (Würzburg, 1895) nach einem verbrannten Original von 1740

Ignaz Gropp, geboren als Johann Michael Gropp, ab 1717 Ignatius Gropp (* 12. November 1695 in Kissingen; † 19. November 1758 in Güntersleben), war ein deutscher Historiker, Benediktiner und römisch-katholischer Theologe.

## Leben

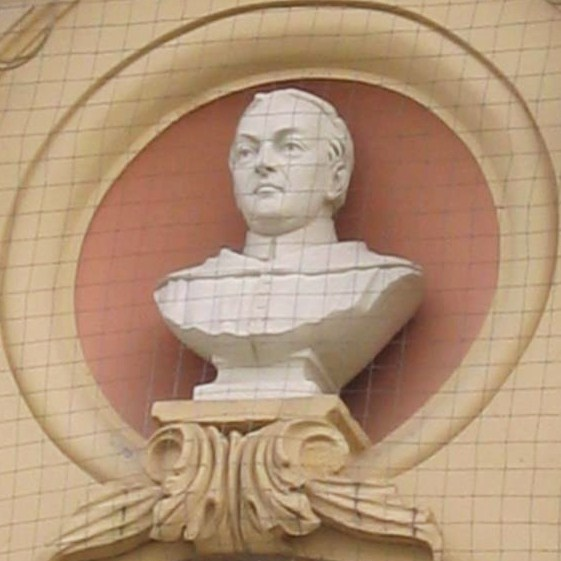
Büste des Ignaz Gropp an der Front des Hauses Marktplatz 18 in Bad Kissingen;
Bildhauer: Valentin Weidner (1897)

Gropp wurde in einem Haus am Kissinger Marktplatz geboren. Seine Eltern, der Bäcker und Landwirt Jakob Gropp und dessen Ehefrau Eva Vogel, Schwester des Kaplans Vogel, ließen ihren Sohn am 12. November 1695 in der Jakobuskirche zu Kissingen auf die Namen Johann Michael taufen. In der Stadtschule erhielt Gropp bei Pfarrer Dr. Johann Laurentius Helbig seinen ersten Unterricht und auch seine ersten Latein-Lektionen. Auf Helbigs Veranlassung erhielt Gropp Privatstunden beim Benediktiner Adalbert Albert, der aus Kissingen stammte, ins Würzburger Stephanskloster eingetreten war und nun in Kissingen den kürzlich erworbenen Klosterhof verwaltete. Albert schickte im Jahr 1709 den 13-jährigen Gropp auch ins Würzburger Ordensstammhaus, um dort seine Ausbildung zu vertiefen. Am 16. Dezember 1713 immatrikulierte sich Gropp an der Universität Würzburg, wo er Philosophie studierte und auch promoviert wurde.
Am 8. Dezember 1717 trat Gropp dem Benediktinerorden bei und erhielt den Ordensnamen Ignatius (daher Ignaz). Die Zeit des Noviziats nutzte er zum Theologiestudium und schloss auch dieses im Jahr 1722 mit dem Doktortitel ab. Vom Orden erhielt er den Auftrag, Novizen und junge Geistliche auszubilden.
Fünf Jahre später (1727) gab Gropp sein erstes Buch heraus, eine Lebensbeschreibung der heiligen Bilhildis in einer lateinischen und einer deutschen Ausgabe und erwarb sich dadurch Anerkennung, weshalb man ihn 1729 zum Bibliothekar des Stephansklosters machte. Diese Tätigkeit verstärkte wiederum seine Neigung zum Historiker. Im Jahr 1740 wurde Pater Ignaz Prior des Schottenklosters zu Würzburg, ein Jahr später auch des eigenen Stephansklosters. In diesem Jahr begann er die Herausgabe seines Hauptwerks Collectio novissima scriptorum et rerum Wirceburgensium (4 Bände), das er ebenfalls auf Latein und Deutsch verfasste. Mit diesem Werk galt er nach Lorenz Fries (1489–1550) als der bedeutendste unterfränkische Geschichtsschreiber. Daraufhin wurde Gropp als Mitglied in die „Österreichische Gelehrtengesellschaft“ in Olmütz (Mähren) und in die „Gelehrte Gesellschaft deutscher Benediktiner“ aufgenommen.
Im Jahr 1749 entschied sich Gropp, das Priorat der beiden Klöster zurückzugeben, und er übernahm die Pfarrei Güntersleben bei Würzburg als Seelsorger. Diese Pfarrei galt als schwierig, der Unglaube in der Bevölkerung war gewachsen, die Kirche war in schlechtem Zustand. Als Pfarrer von Güntersleben beschäftigte sich Gropp auch mit der Hexenverfolgung und schrieb auf: „Gott gebe seine Gnad, daß solches Unkraut und Geschmaiß moege ausgereut werden“, womit er die angeblichen Hexen meinte. Doch bald war die Zeit der Hexenverfolgung vorbei: Am 17. Juni 1749 gab es mit der Hinrichtung der 70-jährigen Maria Renata Singer von Mossau (1679–1749), Subpriorin des Klosters Unterzell, in Kitzingen die letzte Hexenverbrennung in Franken.
Gropp arbeitete derweil selbst bei der Renovierung seiner Kirche mit und ließ Bildstöcke setzen. Vielleicht war es sein allzu großes persönliches Engagement, das ihn am 16. November 1758 kurz nach seinem 63. Geburtstag durch einen Schlaganfall sterben ließ. Er wurde in der St.-Maternus-Kirche in Güntersleben beigesetzt.

## Ehrungen
In Bad Kissingen wurde 1896 anlässlich seines 200. Geburtstags die „Haarder Straße“ in Groppstraße umbenannt. In Güntersleben gibt es die Ignatius-Gropp-Grundschule und die Ignatius-Gropp-Straße.

## Schriften (Auswahl)
- Collectio novissima scriptorum et rerum Wirceburgensium. Band 1. Frankfurt 1741.
- Wirtzburgische Chronick der letzten Zeiten. 2 Bände. Würzburg 1754 ULB Düsseldorf. Erstausgabe 1748–1750